# Villamanrique de Tajo
Villamanrique de Tajo és un municipi de la Comunitat Autònoma de Madrid. Limita al nord amb el municipi de Villarejo de Salvanés i al sud amb la província de Toledo.

## Demografia
| 1997 | 1998 | 1999 | 2000 | 2001 | 2002 | 2003 | 2004 | 2005 | 2006 |
| ---- | ---- | ---- | ---- | ---- | ---- | ---- | ---- | ---- | ---- |
| 585  | 602  | 606  | 593  | 614  | 633  | 639  | 650  | 711  | 701  |

NOTA: Aquestes xifres estan referides a 1 de gener. Font: INE